# Archidiocèse de Paraná
L'archidiocèse de Paraná  (en latin : Archidioecesis Paranensis ; en espagnol : arquidiócesis de Paraná) est un archidiocèse métropolitain de l'Église catholique en Argentine.

## Territoire

Archidiocèse de Paraná
Suffragants

Il comprend les départements de Diamante, La Paz, Nogoyá, Paraná, San José de Feliciano, Villaguay et une partie du département de Federal de la province d'Entre Ríos ce qui représente un territoire d'une superficie de 30 348 km2 divisé en 50 paroisses.
Le siège archiépiscopal est dans la ville de Paraná où se trouve la cathédrale Notre-Dame-du-Rosaire. La basilique mineure de Notre-Dame du Mont-Carmel de Nogoyá est un lieu de pèlerinage.

## Histoire
En 1852, après la scission de l’État de Buenos Aires, Paraná devient la nouvelle capitale de la Confédération argentine. Après plusieurs années de négociations le pape Pie IX accepte, par la bulle Vel a primis du 13 juin 1859, de créer le diocèse de Paraná en prenant une partie du territoire de l’archidiocèse de Buenos Aires. Il est alors suffragant de l’archidiocèse de La Plata ou Charcas (aujourd’hui archidiocèse de Sucre).
En 1862, l’Argentine est à nouveau unifiée avec Buenos Aires comme capitale. Le 5 mars 1865, le diocèse de Paraná intègre la province ecclésiastique de l'archidiocèse de Buenos Aires en vertu de la bulle Immutabili du pape Pie IX.
Il cède une partie de son territoire le 15 février 1897 pour l'érection du diocèse de Santa Fe (aujourd’hui archidiocèse de Santa Fe de la Vera Cruz)puis, le 21 janvier 1910, pour l'établissement du diocèse de Corrientes (aujourd’hui archidiocèse de Corrientes).
Le 20 avril 1934, il est élevé au rang d'archidiocèse métropolitain par la constitution apostolique Nobilis Argentinae nationis du pape Pie XI, avec les diocèses de Corrientes et Santiago del Estero comme suffragants.
Son territoire est encore amputé le 11 février 1957 par la création du diocèse de Gualeguaychú puis, le 10 avril 1961, par celle du diocèse de Concordia, tous deux suffragants de l'archidiocèse de Paraná,.
Par la lettre apostolique  Multi quidem du 18 décembre 1984, le pape Jean-Paul II confirme que la Vierge Marie, honorée sous le vocable de Notre-Dame du Rosaire, est la patronne principale de l'archidiocèse.

## Evêques et archevêques
évêques
- Luis José Gabriel Segura y Cubas (20 juin 1859 - 13 octobre 1862)
  - Sede vacante (1862-1865)
- José María Gelabert y Crespo (27 mars 1865 - 23 novembre 1897)
- Rosendo de la Lastra y Gordillo (8 février 1898 - 3 juillet 1909)
- Abel Juan Bazán y Bustos (7 février 1910 - 25 avril 1926)
- Julián Pedro Martínez (7 juillet 1927 - 28 juillet 1934)

archevêques
- Zenobio Lorenzo Guilland (18 septembre 1934 - 12 février 1962)
- Adolfo Servando Tortolo (6 septembre 1962 - 1er avril 1986)
- Estanislao Esteban Karlic (1er avril 1986 - 29 avril 2003)
- Mario Luis Bautista Maulión (29 avril 2003 - 4 novembre 2010)
- Juan Alberto Puiggari (4 novembre 2010 - 28 mai 2025)
- Raúl Martín, depuis le 28 mai 2025